# ブルーサンダース
ブルーサンダース（英: Bluethunders）は、　日本の千葉県市川市に本拠地を置くアメリカンフットボールのクラブチーム。Xリーグ1部のX1 Areaに所属する。

## 概要
1986年に清水建設のチームとして発足して以来、Xリーグ2部（X2）に所属し、2024年シーズンよりX1 Areaに昇格。
発足から長きに渡りX1への昇格ができずにいたが、2021年シーズンよりX1昇格を目標にしながら、千葉県市川市をホームタウンと定め地域に根付いた社会貢献活動やスポーツ振興に努めている。
2022年シーズンは全勝優勝したが、X1 Area入れ替え戦で、品川CC ブルザイズに敗退して昇格を逃したが、2023年シーズンは全勝優勝（入れ替え戦なし）したことにより、2024年シーズンよりX1 Areaに昇格。

## 文化

### チアリーディング
チームの専属チアリーディングチームとして、ブルーサンダースチアリーダーズ（BTC）が活動している。メンバーには、X1チームのチアチームに所属していた者が多数在籍している。
主なメンバー
- 土屋炎伽（元・富士通フロンティアーズ）※土屋太鳳・土屋神葉姉弟の姉

## 成績

### 秋季リーグ戦成績
|  |  |  | 優勝 |  | 準優勝 |  | 昇格 |  | 降格 |

#### 2019年以降（Super・Area制）
| 年度 | 所属       | レギュラーシーズン | レギュラーシーズン | レギュラーシーズン | レギュラーシーズン | プレーオフ                                     |
| 年度 | 所属       | 勝                 | 負                 | 分                 | 順位               | プレーオフ                                     |
| ---- | ---------- | ------------------ | ------------------ | ------------------ | ------------------ | ---------------------------------------------- |
| 2019 | X2 EAST    | 5                  | 0                  | 0                  | 1位                | 昇格辞退                                       |
| 2020 | X2         | 3                  | 0                  | 0                  | -                  | 短縮日程のため交流戦のみ                       |
| 2021 | X2 EAST    | 4                  | 0                  | 1                  | 2位                | ―                                              |
| 2022 | X2 CENTRAL | 6                  | 0                  | 0                  | 1位                | X1-X2入替戦敗退（対品川CC ブルザイズ）、X2残留 |
| 2023 | X2 CENTRAL | 6                  | 0                  | 0                  | 1位                | 入れ替え戦無し、X1 Area自動昇格                |
| 2024 | X1 Area    | 0                  | 5                  | 1                  | 4位                | X1 Area下位-X2上位との入替戦なし、X1 Area残留  |